# Xian Yi Fang
Xian Yi Fang (Chinees: 羡 宜芳, Baoding, China, 20 augustus 1977) is een in China geboren Frans voormalig professioneel tafeltennisster. Zij speelde verdedigend, rechtshandig met de shakehandgreep.
Zij nam namens haar land deel aan de Olympische Zomerspelen 2008 en Olympische Zomerspelen 2012 maar won daar geen medailles.

## Belangrijkste resultaten
- Zilver in het enkelspel op de Europese kampioenschappen 2012.